# Kansas Saloon Smashers

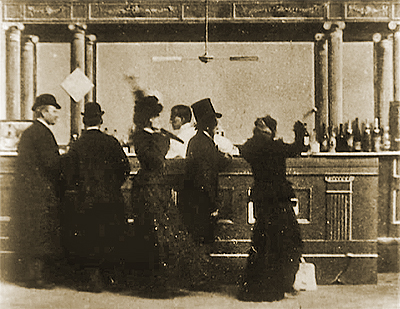
Extrait du film Kansas Saloon Smashers (1901)

Kansas Saloon Smashers est un film muet américain réalisé par Edwin S. Porter et sorti en 1901.

## Fiche technique
- Titre : Kansas Saloon Smashers
- Réalisation : Edwin S. Porter
- Production : Edison Manufacturing Company
- Genre : comédie
- Durée : 1 minute
- Date de sortie :
  - États-Unis : 16 mars 1901